# Cambodge
Royaume du Cambodge
(km) ព្រះរាជាណាចក្រកម្ពុជា 
(km) Preăhréachéanachâkr  Kâmpŭchéa 
Le Cambodge (en khmer កម្ពុជា, romanisé en Kâmpŭchéa), ou en forme longue le royaume du Cambodge (en khmer ព្រះរាជាណាចក្រកម្ពុជា, romanisé en Preăhréachéanachâkr Kâmpŭchéa), aussi appelé Srok Khmer, ស្រុកខ្មែរ, littéralement « le pays khmer », est un pays d'Asie du Sud-Est, peuplé d’environ 17 millions d'habitants. Sa capitale est Phnom Penh.
Le Cambodge est une monarchie constitutionnelle, héritière de l’ancien Empire khmer hindouiste et bouddhiste qui régna sur la péninsule d’Indochine entre le XIe et le XIVe siècle. Le Cambodge a des frontières communes avec la Thaïlande à l'ouest-nord-ouest, le Laos au nord-est, et le Viêt Nam à l'est et au sud-est. Les habitants du pays portent le nom de Khmers ou Cambodgiens. La majorité des Cambodgiens sont de religion bouddhiste theravāda (96 % de la population, religion d'État).
Entre le Ier et le VIIe siècle, le territoire du pays fait partie du royaume (ou royaumes) du Nokor Phnom, avant d'être absorbé par le royaume Chenla. Les principautés Chenla sont unifiées en 802 pour former l'Empire khmer. La chute de l'empire en 1431 précède un « Âge sombre » qui dure quatre siècles. En 1863, le Cambodge devient un protectorat français comme partie de l'Indochine française. Après la guerre d'Indochine, le pays retrouve son indépendance en 1953 en tant que monarchie constitutionnelle.
Dans le contexte de la guerre froide et de la guerre du Viêt Nam, une guerre civile éclate en 1967 entre le gouvernement et les rebelles communistes des Khmers rouges. Au cours de la guerre, la monarchie est renversée en 1970 par un coup d'État et la République khmère est proclamée. Cependant, les Khmers rouges parviennent à remporter la guerre en 1975 et rebaptisent le pays le Kampuchéa démocratique. Au cours des quatre années suivantes, les Khmers rouges commettent un génocide, durant lequel près d'un quart de la population est tué.
En 1979, les Khmers rouges sont renversés par une guerre contre le Viêt Nam, qui instaure un gouvernement pro-vietnamien largement non reconnu par la communauté internationale. Des différentes factions anti-vietnamiennes continuent un conflit de guérilla contre l'occupation vietnamienne au cours des années 1980. À l'issue des accords de paix de 1991, le pays tombe sous la tutelle de l'Organisation des Nations unies jusqu'à 1993. Par la suite, le Cambodge est rétabli en tant que monarchie constitutionnelle. Depuis un coup d'État en 1997, le pays est fermement sous la gouvernance du Parti du peuple cambodgien, qualifié d'autoritaire,,,.
L'agriculture reste le secteur économique dominant (57,6 % de la population active et 33,4 % du PIB). Les industries principales du Cambodge sont la confection et le tourisme. Du pétrole et du gaz ont été découverts dans les eaux territoriales du pays en 2005. Le Cambodge connaît depuis la fin des années 1990 un fort développement économique et bénéficie de l'afflux d'investissements internationaux. Entre 2004 et 2007, le PIB du royaume connaît une croissance moyenne de 10 % par an. En 2024, il est classé en 103e position pour l'indice mondial de l'innovation. Le Cambodge a un climat tropical.

## Histoire

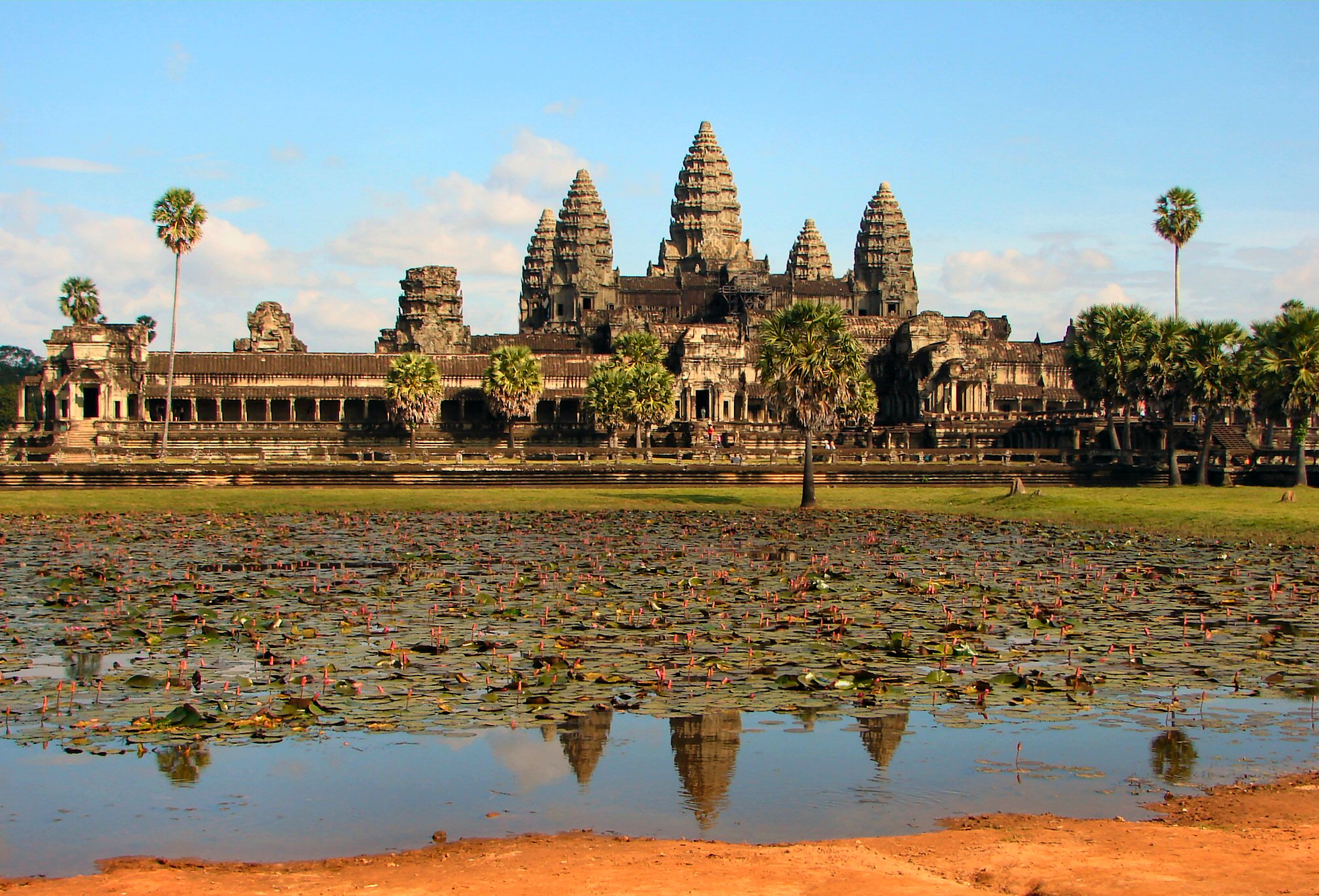
Le temple d'Angkor Vat érigé au XIIe siècle.

Le Cambodge actuel se veut l’héritier de l’Empire khmer qui domine la majeure partie de la péninsule indochinoise au XIIe siècle. De nombreux temples sont alors érigés sur l’ensemble du territoire, dont le plus notable est Angkor Vat. S’ensuit un long déclin au profit du Siam (actuelle Thaïlande) à l’ouest puis de l’Annam à l’est ; l'affaiblissement prend fin avec la mise sous tutelle du pays par la France, à la suite de la signature d’un traité de « protectorat » en 1863. Les milieux nationalistes instrumentalisent par la suite le déclin, en attribuant la responsabilité aux différents dirigeants qui se succèdent et qui par intérêt permettent cette décadence. Il convient selon leur doctrine de les écarter pour pouvoir renouer avec les fastes d’antan. Le retour à la gloire d’Angkor est sous plusieurs formes le message principal de la plupart des dirigeants de la seconde moitié du XXe siècle.
Le protectorat français intégré à l'Indochine française se termine le 9 novembre 1953 par l'indépendance du pays, à la fin de la guerre d'Indochine. Devenu une monarchie constitutionnelle (dès 1947) dirigée par le roi Norodom Sihanouk, le pays affiche une politique de neutralité dans la guerre du Viêt Nam, mais dès 1966 ne s'oppose pas au transit par son territoire des troupes et des fournitures du Nord Viêt Nam à destination des combattants anti-américains du Front national de libération du Sud Viêt Nam (Việt Cộng).
Confronté, à partir de 1967-1968, à une insurrection fomentée par les Khmers rouges — des rebelles communistes d'inspiration maoïste —, avec une économie qui va de mal en pis, Norodom Sihanouk doit se résoudre à confier le 14 août 1969 la direction du gouvernement au général Lon Nol, son pilier militaire, connu pour son anticommunisme, en échange d'une aide américaine. Le 18 mars 1970, Lon Nol, poussé par le prince Sisowath Sirik Matak, de la branche Sisowath concurrente, renverse Sihanouk en déplacement à l'étranger (Moscou et Pékin) et instaure la république khmère. Devenu allié des États-Unis, le Cambodge est alors intégré à la stratégie d'endiguement du communisme en Asie du Sud-Est. Après son renversement, Sihanouk montre son soutien aux Khmers rouges, ses anciens ennemis. Cela contribue à augmenter massivement leur nombre de combattants de 6 000 à 50 000.
Avec l'appui de la Chine et du Nord-Vietnam, les Khmers rouges déclenchent alors une véritable guerre contre les forces gouvernementales. En sus de cette guerre civile, le pays est entraîné dans la guerre du Viêt Nam. En mars 1970, à la demande des Khmers rouges, le Nord-Vietnam lance une offensive contre l'armée cambodgienne. Ils envahissent rapidement de grandes parties de l'est du Cambodge et remettent les zones nouvellement conquises aux Khmers rouges,. À la fin de 1970, les Khmers rouges et le Nord-Vietnam sont en passe de gagner, mais les États-Unis interviennent intensivement (larguant plus de 2,7 millions de tonnes de bombes, faisant du Cambodge le pays le plus bombardé de l'histoire). Les pertes humaines sont estimées entre 50 000 et 150 000 lors des bombardements de 1969 à 1973,. Les États-Unis maintiennent provisoirement le régime républicain (avril-juin 1970). D'après les services de renseignement américains, ces bombardements massifs et leurs conséquences sur la population ont permis aux rebelles de recruter nombre de nouveaux combattants. Cependant, lorsqu'en 1973 les États-Unis se désengagent de la région, leurs frappes aériennes ne parviennent plus à arrêter la menace communiste. Les Khmers rouges de Pol Pot, soutenus par la république populaire de Chine, prennent Phnom Penh le 17 avril 1975 et installent un régime totalitaire maoïste. La guerre a tué entre 275 000 et 310 000 Cambodgiens,,

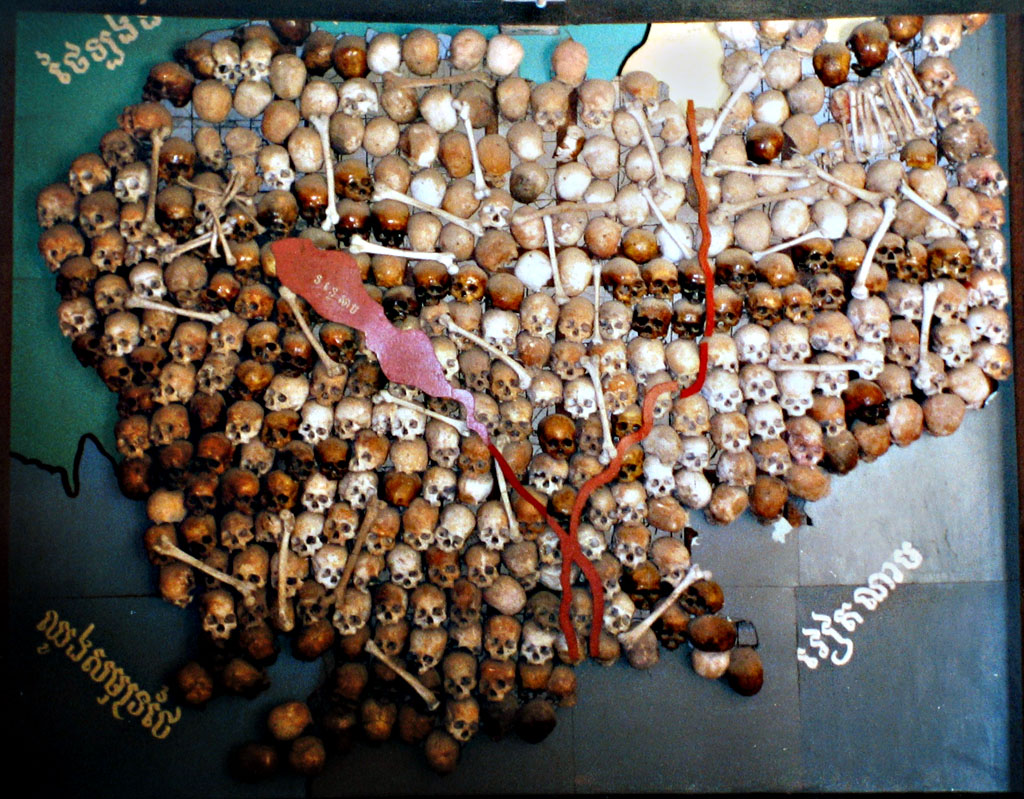
Carte du Cambodge, réalisée avec des ossements de victimes du régime khmer rouge, un temps exposée au musée Tuol Sleng.

L'« Angkar » (organisation) des Khmers rouges applique alors une politique maximaliste, plus extrémiste encore que celle des Soviétiques et des maoïstes, visant notamment à purifier le pays de la civilisation urbaine et bourgeoise. Les villes, à l'image de Phnom Penh dans la nuit du 17 au 18 avril 1975, sont vidées de leurs habitants, envoyés en rééducation dans les campagnes.
La traque systématique des anciennes élites ajoutée aux mines placées par les deux camps, à la malnutrition et aux maladies, aboutit à des massacres de masse et à une catastrophe humanitaire d'origine politique. Le chiffrage du nombre de victimes est un travail difficile et sur lequel les historiens ne sont pas encore parvenus à un consensus. Le chiffre de 1,7 million de victimes directes et indirectes est le plus communément admis.
Le 25 décembre 1978, redoutant le chaos s'installant chez son voisin, le Viêt Nam envahit le Cambodge et provoque la destruction des rizières, entraînant l'effondrement du régime des Khmers rouges. Les autorités vietnamiennes installent un gouvernement proche de leurs intérêts et réorganisent le pays selon le modèle socialiste laotien et vietnamien. Les États-Unis et le Royaume-Uni réagissent en instaurant un embargo et la Chine a envahi le nord du Vietnam le 17 février 1979. La guerre a duré un mois avant que la Chine ne se retire.
Une guérilla rassemblant des mouvements divers allant des Khmers rouges aux mouvements royalistes appuyés par la Thaïlande fait alors rage dans le pays semant la destruction dans toutes les provinces. Les gouvernements occidentaux et la Chine exigèrent que les Khmers rouges conservent la représentation du Cambodge aux Nations unies. Depuis la Thaïlande, la CIA et la Defense Intelligence Agency entretiennent des liens étroits avec les insurgés non communistes et en 1983, le gouvernement Thatcher envoya les SAS, les forces spéciales britanniques, former la guérilla aux technologies des mines terrestres. Il y a des allégations de soutien des États-Unis aux Khmers rouges. Ceci est contesté par les historiens. Le journaliste Nate Thayer soutient que peu ou pas d'aide américaine aux insurgés cambodgiens atteignait en fait les Khmers rouges. Il déclare que « les États-Unis ont scrupuleusement évité toute implication directe dans l'aide aux Khmers rouges ». Les Khmers rouges étaient principalement soutenus par la Chine. Selon une enquête du département d'État des États-Unis, très peu d'aide militaire est parvenue aux Khmers rouges.
Des millions de mines sont disséminées, par les deux camps, à travers tout le territoire et nombre d'entre elles perdurent jusqu’aujourd'hui. Des centaines de milliers de réfugiés, repoussés par les combats, passent la frontière thaïlandaise et trouvent refuge dans des camps encadrés par l'armée royale thaïe (camps de Sa Kaeo, Nong Samet et Nong Chan). Durant toute la décennie des années 1980, le pays est ruiné et divisé au gré des combats. La malnutrition fait des ravages et les épidémies entraînent des milliers de morts alors que le pays ne dispose plus ni d'alimentation ni de médicaments.

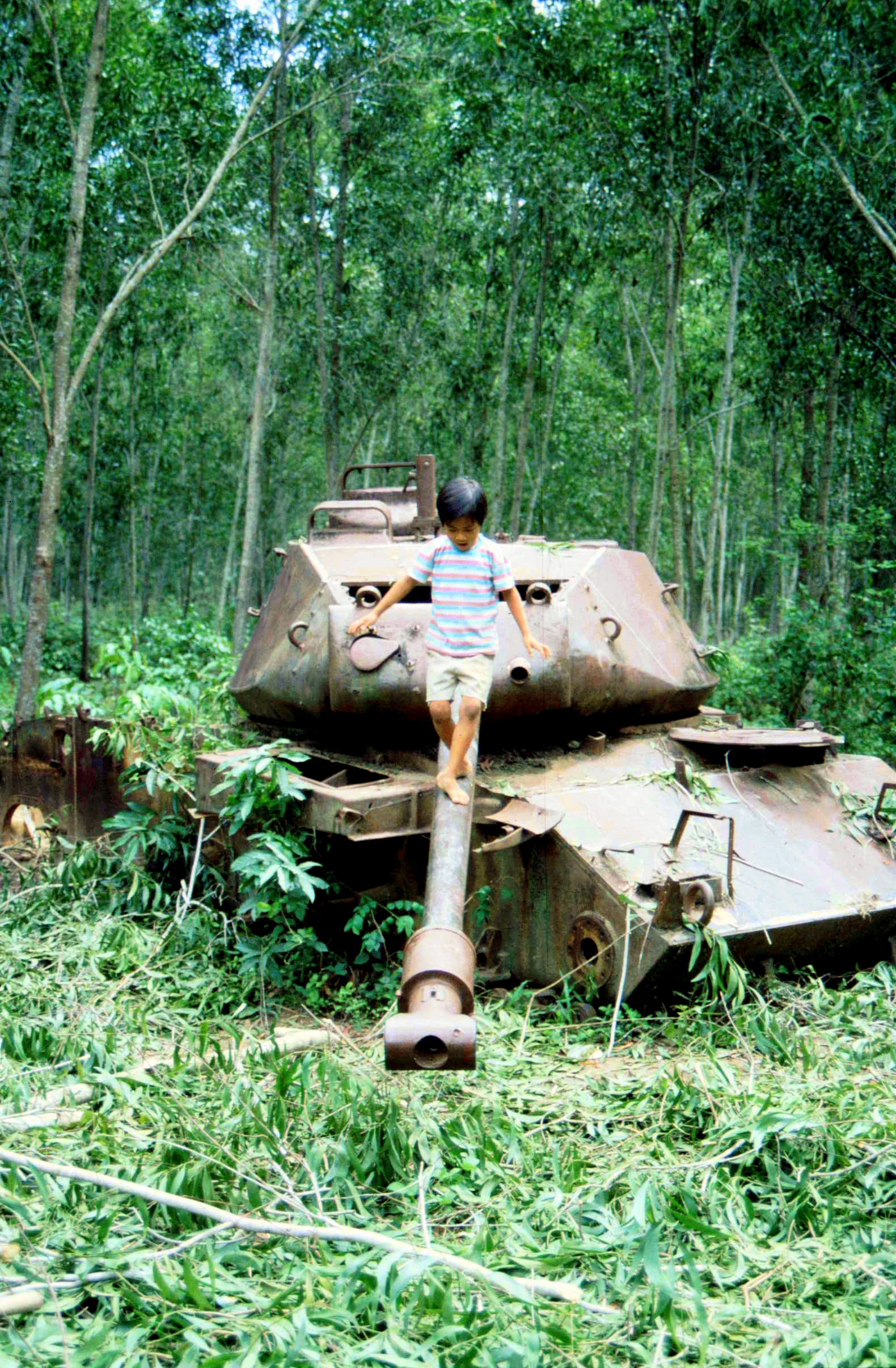
Un char M41 Walker bulldog, vestige de la vingtaine d'années de guerres, est reconverti en aire de jeux pour les enfants.

Après le départ des forces du Viêt Nam en 1989 et l'envoi de forces de l'ONU au début des années 1990, le régime retrouvera peu à peu un semblant d'autonomie tout en restant régulièrement dénoncé pour ses atteintes aux droits de l'Homme. Le Premier ministre actuel Hun Sen, placé au pouvoir par le Viêt Nam, dirige le pays depuis cette période, et s'est maintenu au sommet grâce à trois élections douteuses successives dans un climat patent de violence politique. Le principal opposant, Sam Rainsy, s'est réfugié à Paris en 2005. Le roi Norodom Sihanouk, redevenu chef de l’État en 1993, a abdiqué une seconde fois en 2004 au profit de son fils cadet Norodom Sihamoni, ancien danseur classique et ambassadeur du Cambodge auprès de l'Unesco à Paris.
Le Cambodge est aujourd'hui confronté à une série de choix douloureux. Son économie, qui dépend encore très largement de l'aide internationale (en 2001, un tiers du budget de l'État provenait de donateurs internationaux), souffre d'une corruption très importante (pays classé 157e sur 176 de l'Indice de perception de la corruption Transparency International en 2012). De nombreux trafics (pierres précieuses, bois, filières de prostitution, drogues) en direction des pays voisins et un système judiciaire de qualité médiocre pénalisent le développement économique[réf. souhaitée]. D'autres problèmes hérités du désastre khmer rouge obèrent aussi le développement du pays comme la question des terres (le cadastrage, supprimé par les Khmers rouges, est encore loin d'être finalisé) ou l'éducation, le système éducatif ayant été complètement détruit par les Khmers rouges (enseignants assassinés, etc.).
Actuellement, le secteur touristique et le textile (présence de grandes chaînes internationales de prêt-à-porter) sont les principaux pourvoyeurs de devises du pays. La stabilité politique établie sous l'autorité de Hun Sen attire nombre d'investisseurs étrangers et permet au pays de bénéficier d'un des plus forts taux de croissance de la région (+10 % par an entre 2004 et 2007).
En janvier 2011, des rivalités territoriales avec la Thaïlande autour du temple de Preah Vihear (patrimoine mondial de l'humanité UNESCO) entraînent des violences entre les deux voisins. Des bombardements visant le Cambodge font une dizaine de morts. Côté thaïlandais, deux soldats sont tués. Les tensions restent cependant limitées à la zone frontalière aux abords directs du temple et les échanges commerciaux entre les deux pays continuent à se développer.

## Politique
Le Cambodge est officiellement une démocratie, mais son principal dirigeant, le Premier ministre Hun Sen, proche du régime chinois, est resté au pouvoir plusieurs décennies, et s'est constitué une brigade d'élite spéciale (La Brigade 70 ; de 2 000 hommes, qui échappe à l’organigramme officiel de l’armée de terre). Il remporte les élections législatives de 2018 après avoir dissous le principal parti d'opposition, incarcéré certains militants et muselé la presse. Il est à la tête d'un clan dont la fortune est estimée entre 500 millions et un milliard de dollars. Son fils Hun Manet lui succède au poste de Premier ministre en juillet 2023 à l'issue d'élections législatives ayant vu l'opposition à nouveau muselée.
Une catégorie de sino-khmers (dite d'oknha, un titre honorifique récemment inventé dans le pays) a fait sa fortune initiale, tout comme l’élite du CPP sous le régime d’Hanoi, grâce à la contrebande induite par l’embargo américain sur le Vietnam (ex. : Mong Reththy, Kong Triv ou Kok An qui en fraude, via Koh Kong importait des marchandises thaïlandaises pour les revendre au Vietnam). Ces oknha se sont ensuite encore enrichis sous la protection de l’État-CPP. En particulier, ils ont bénéficié d'immenses concessions, qui sont des zones de non-droit où ils ne paient pas leurs redevances, gérées avec l'aide d’unités militaires mises à leur disposition par l’État, qui couvre aussi leurs activités illicites dont la vente d'armes ou de drogue. Ils bénéficient en outre d'importants prêts gouvernementaux chinois.
Selon un rapport du haut commissariat de l'ONU aux droits de l'homme de 2023, des dizaines de centres d'esclavages sont implantées au Cambodge et autres pays d'Asie du Sud-Est, avec des milliers de détenus qui exploitent des centres d'arnaques en ligne.
Le Cambodge est membre de l'ASEAN (Association of Southeast Asian Nations) depuis 1999.

### Hommes politiques historiques

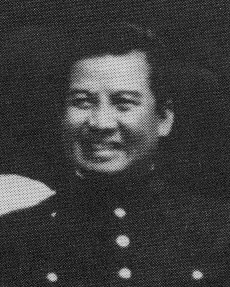
Norodom Sihanouk.

- Cheng Heng : Ancien directeur de prison devenu président de l'Assemblée nationale de Sihanouk, puis premier président de la République khmère.
- Sosthène Fernandez : Secrétaire d'État à la sécurité nationale.
- Ieng Sary : Frère no 3 et ministre des Affaires étrangères du régime communiste khmer rouge.
- In Tam : Dernier président de l'Assemblée nationale du Sangkum Reastr Niyum et dignitaire du régime de Sihanouk. C'est lui qui avait conduit en 1970 l'Assemblée nationale à voter la destitution de son chef le prince Sihanouk, chef d'État en titre.
- Khieu Samphân : Président du Kampuchéa démocratique du régime communiste des Khmers rouges.
- Lon Nol : Maréchal et président de la République khmère (1970-1975).
- Lon Non : Chef de la police de la République khmère et frère de Lon Nol (républicain).
- Long Boret : Premier ministre de la République khmère.
- Nuon Chea : Président de l'Assemblée nationale du Kampuchea démocratique, frère no 2 du régime communiste des Khmers rouges.
- Norodom Sihanouk.
- Penn Nouth : Un des premiers ministres du régime de Sihanouk (Sangkum Reastr Niyum ou Communauté socialiste populaire, régime paternaliste et autoritaire mis en place par Norodom Sihanouk).
- Pol Pot (pseudonyme de Saloth Sar) : Premier responsable ou frère no 1 du régime communiste khmer rouge.
- Sisowath Monireth : Général et ministre des années 1950 ; oncle de Norodom Sihanouk.
- Sisowath Sirik Matak : de sang royal, Premier ministre de la République Khmère en 1971 et 1972 ; assassiné par les Khmers rouges en 1975.
- Sok An : Ancien ministre du conseil des ministres (CPP).
- Son Ngoc Thanh : Khmer de Cochinchine dit Krom, il fut Premier ministre après la prise de pouvoir en 1945 par les Japonais en Indochine française.
- Son Sann : Khmer Krom. Conseiller économique et Premier ministre de Sihanouk, il fut le premier gouverneur de la Banque nationale du Cambodge. Devenu président du Parti libéral démocratique bouddhiste en 1993, après avoir dirigé la lutte contre l'occupation vietnamienne et fondé le Front de libération national khmer du Cambodge [35],[36].
- Son Sen : Khmer Krom, chef de l'armée khmère rouge. Il a été assassiné avec toute sa famille par les hommes de main de Pol Pot.
- Ta Mok (dit le Boucher) : Officier supérieur du régime communiste khmer rouge, l'un des principaux responsables du génocide cambodgien entre 1975 et 1979, successeur de Pol Pot après la mise à l'écart du Frère no 1 en 1997, décédé en 2006.
- Chea Sim (1932-2015) : Président du Parti du peuple cambodgien (CPP), ancien ministre de l'Intérieur de la république populaire du Kampuchéa, mis en place par l'armée d'occupation vietnamienne.

### Hommes politiques actuels

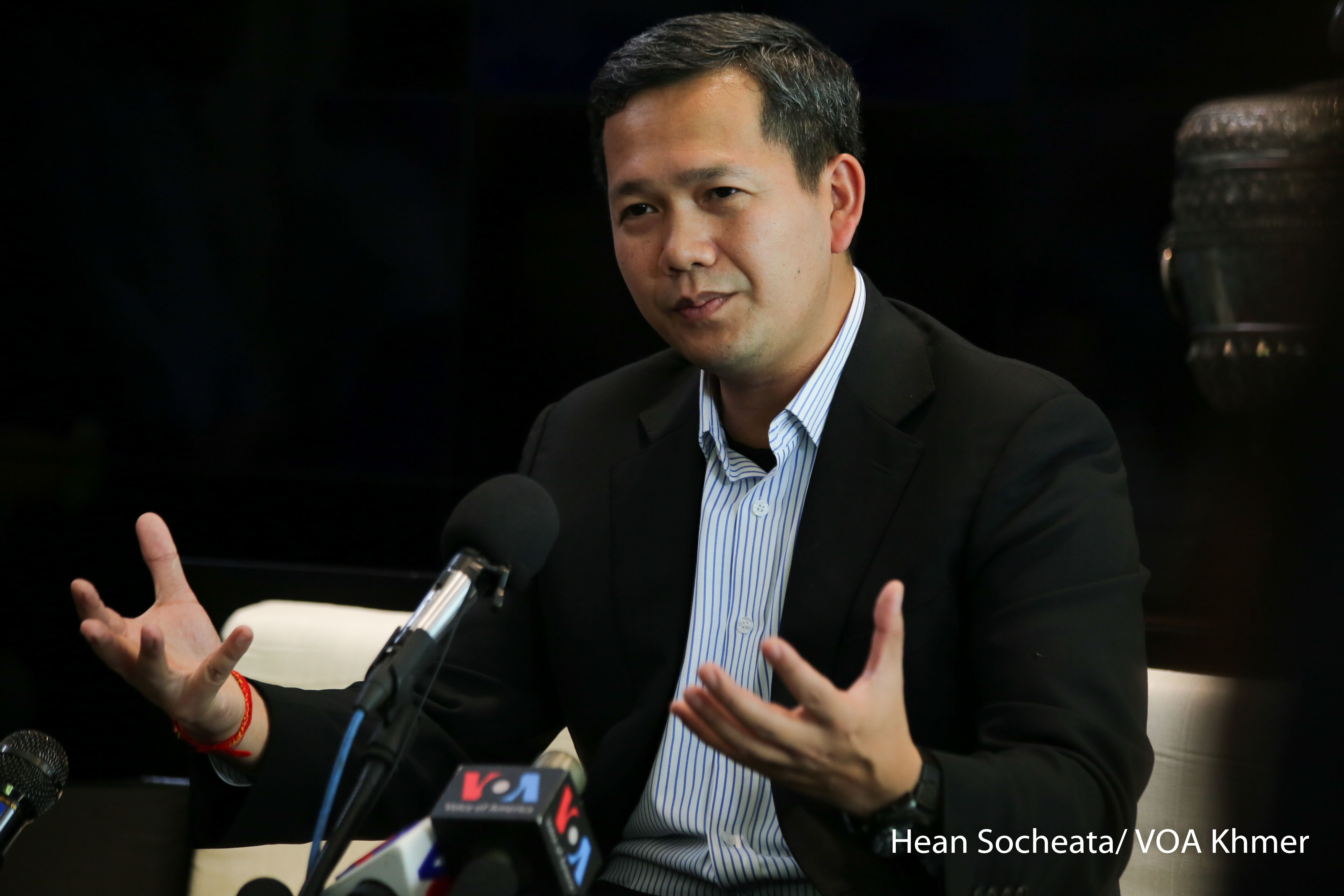
Hun Manet, Premier ministre du Cambodge depuis 2023.

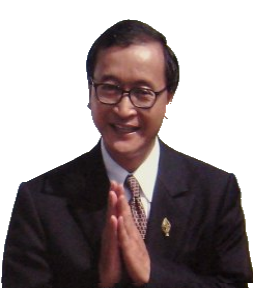
Sam Rainsy principal opposant de la dictature de Hun Sen.

- Hor Namhong : Ministre des Affaires étrangères (CPP).
- Hun Sen : Fils de paysan, ancien milicien khmer rouge, il est Premier ministre de 1985 à 1993 puis de 1998 à 2023 (CPP).
- Kem Sokha : Ancien responsable de commissions et d'organisations de défense des droits de l'homme. Il a fondé en 2007 un nouveau parti politique nommé le Parti des droits de l'homme.
- Norodom Ranariddh : Un des fils de Norodom Sihanouk, président du Parti royaliste FUNCINPEC, ancien président de l'Assemblée nationale du Cambodge.
- Pen Sovan : Il fut le 1er premier ministre (1979-1981) du régime communiste mis en place par la république socialiste du Viêt Nam, après la victoire des Vietnamiens sur le régime de Pol Pot. Il rejoint en 2007 le Parti des droits de l'homme de Kem Sokha.
- Sam Rainsy : Fils de Sam Sary, un ancien dignitaire du Sangkum Reastr Niyum. Président du parti du même nom, principale force d'opposition.
- Sar Kheng : Ministre de l'Intérieur (CPP).
- Tea Banh : Général, ministre de la Défense. Communiste d'origine thaïe du CPP.

### Principaux partis politiques (représentés à l'Assemblée nationale)
- CPP (Parti du peuple cambodgien) ou Kanakpak Pracheachon Kâmpuchéa : Mis au pouvoir par les forces vietnamiennes à la suite de leur intervention victorieuse en 1978, il s'agit toujours du principal parti cambodgien. Le CPP, anciennement communiste, est dirigé par Chea Sim et Hun Sen. Il se veut aujourd'hui nationaliste de gauche et social-démocrate, se montrant particulièrement intransigeant sur les questions de disputes frontalières. Le CPP a obtenu 90 sièges (58% des suffrages)[37] aux élections législatives de 2008 et ne cesse de progresser depuis les années 1990 s'appuyant notamment sur les classes populaires et les populations rurales.
- PSR (Parti Sam Rainsy) : Principal parti d'opposition au CPP, il s'affiche centriste, démocrate et libéral. Dirigé par l'opposant en exil à Paris Sam Rainsy, il est particulièrement bien implanté dans les zones urbaines et parmi les classes moyennes. Le PSR a obtenu 26 sièges (22% des voix)[37] aux élections législatives de 2008 et tend à gagner en influence depuis les années 2000.
- Parti des droits de l'homme : Fondé en 2007 par Kem Sokha afin de promouvoir le pluralisme, la démocratie ainsi que la lutte contre la corruption. Allié au sein d'une coalition d'opposition avec le Parti Sam Rainsy, il a obtenu trois sièges aux élections législatives de 2008 (6 % des suffrages).
- FUNCINPEC (Front uni national pour un Cambodge indépendant, neutre, pacifique et coopératif): Ancien mouvement de guérilla royaliste, anti-communiste et anti-vietnamien dans les années 1980, le FUNCINPEC se transforme en parti politique lors des élections législatives de 1993 (les premières depuis la guerre) qu'il remporte. Le parti se démarque par son conservatisme, son nationalisme, son royalisme et son attachement aux traditions ancestrales khmères. Son dirigeant de l'époque, le prince Norodom Ranariddh, deviendra alors Premier ministre. Démis de ses fonctions au sein du parti en 2006, il fondera un mouvement politique concurrent. Le FUNCINPEC n'a cessé de perdre de l'influence depuis le début des années 2000 mais son audience demeure importante dans les zones rurales. Le parti a obtenu deux sièges aux élections législatives de 2008 ne rassemblant plus que 5 % des suffrages[37] contre 21 % cinq ans auparavant[38].

### Élections législatives
| Parti                                                          | 1993 | 1998 | 2003 | 2008 | 2013 | 2018 |
| -------------------------------------------------------------- | ---- | ---- | ---- | ---- | ---- | ---- |
| FUNCINPEC                                                      | 58   | 43   | 26   | 2    |      |      |
| Parti du peuple cambodgien (CPP)                               | 51   | 64   | 73   | 90   | 67   | 125  |

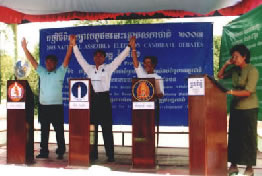
La campagne électorale de 2003.

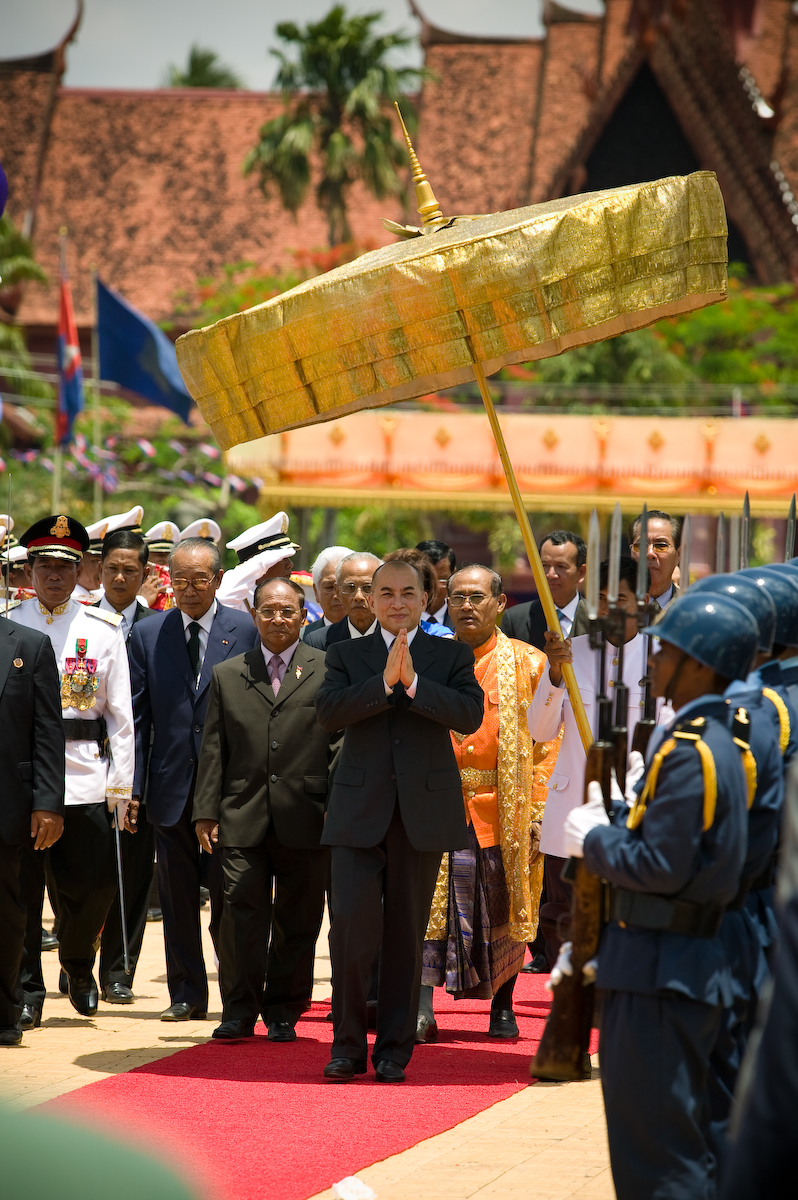
Le roi Norodom Sihamoni lors d'une cérémonie officielle.

| Parti libéral démocratique bouddhiste (PLDB)                   | 10   |      |      |      |      |      |
| Mouvement pour la libération nationale du Kampuchéa (MOLINAKA) | 1    |      |      |      |      |      |
| Parti Sam Rainsy (PSR)                                         |      | 15   | 24   | 26   | 56   |      |
| Parti des droits de l'homme (PDH)                              |      |      |      | 3    | 56   |      |
| Parti Norodom Ranariddh (PNR)                                  |      |      |      | 2    |      |      |
| Ligue pour la démocratie (LDP)                                 |      |      |      |      |      |      |
| TOTAL                                                          | 120  | 122  | 123  | 123  | 123  | 125  |

## Subdivisions

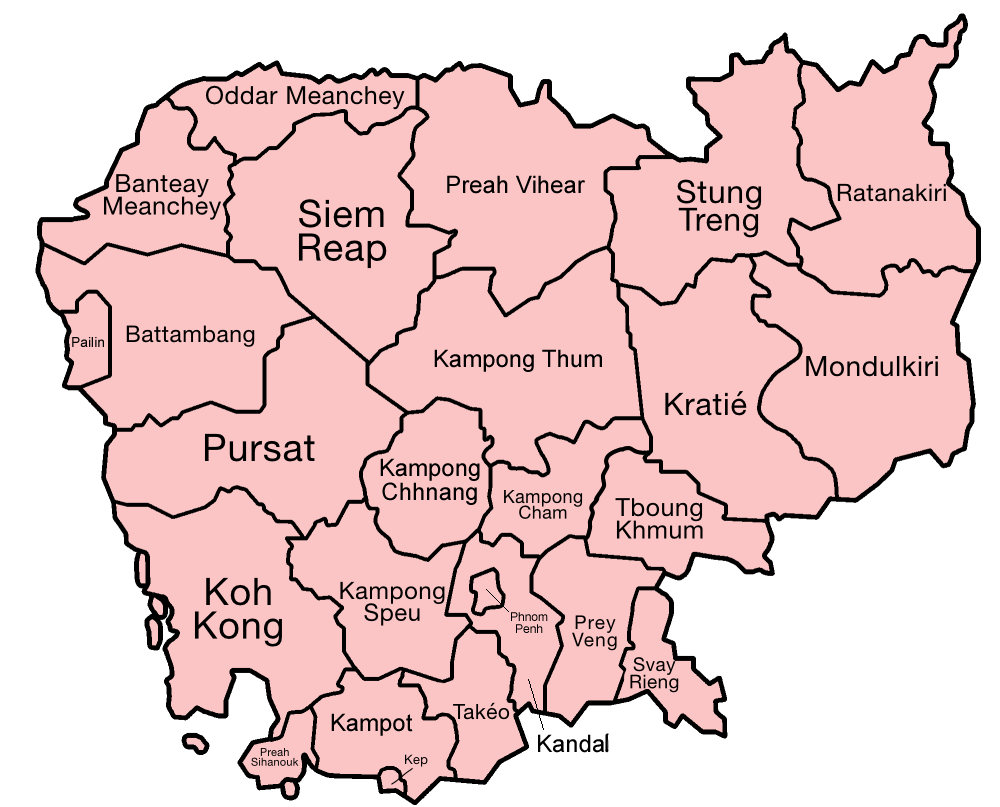
Carte des provinces du Cambodge.

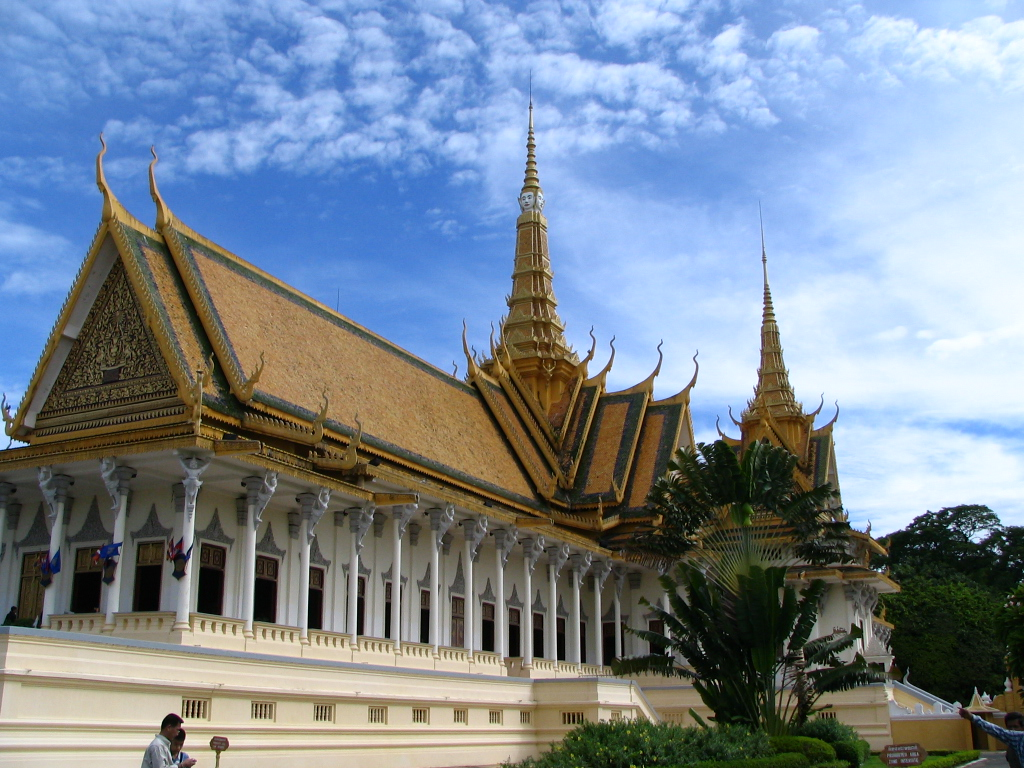
Le Palais royal de Phnom Penh.

Le Cambodge comprend 24 provinces, plus la capitale Phnom Penh :
- Banteay Mean Chey ;
- Battambang ;
- Kampong Cham ;
- Kampong Chhnang ;
- Kampong Spoe ;
- Kampong Thom (ou Kampong Thum) ;
- Kampot ;
- Kandal ;
- Kaoh Kong ;
- Kep (depuis 2008[46]) ;
- Kratie ;
- Mondol Kiri ;
- Otdar Mean Cheay ;
- Pailin (depuis 2008[46]) ;
- Pothisat ;
- Preah Vihear ;
- Prey Veng ;
- Rotanah Kiri ;
- Siem Reap ;
- Sihanoukville (depuis 2008[46]) ;
- Stoeng Treng ;
- Svay Rieng ;
- Takeo ;
- Tbong Khmum (depuis 2014[45],[47]).

## Géographie
Pays d'Asie du Sud-Est, le Cambodge est entouré par la Thaïlande, le Laos et le Viêt Nam. Sa superficie est 181 035 km2 et sa bordure maritime, longue de 443 km, donne sur le golfe de Thaïlande. Il possède trois grandes chaînes de montagnes : celle de l'Éléphant au sud, celle des Cardamomes à l'ouest et la chaîne Annamitique à l'est.
La géographie du Cambodge est dominée par le fleuve Mékong (khmer : Tonlé Thom ou Grande Rivière) et le Tonlé Sap (Rivière d’Eau Fraîche), principale ressource halieutique. Sa faible altitude fait que le pays se trouve en grande partie au niveau ou sous le niveau des fleuves. À la saison des pluies, le courant du Mékong se renverse et s’écoule vers le Tonlé Sap dont le lac augmente considérablement sa superficie.

### Hydrographie
La capitale, Phnom Penh, est située à la confluence du Tonle Sap et du principal fleuve du pays, le Mékong, à l'entrée de son delta. Ce fleuve prend sa source au Tibet, longe la Chine, la Birmanie, le Laos et la Thaïlande, et traverse la moitié est du Cambodge avant de rejoindre le Viêt Nam, où il se jette en mer de Chine. Le plus grand lac du pays est le Tonlé Sap, formé par l'inondation d'une vaste plaine durant la saison des pluies (environ 300 km2 lors de la saison sèche, et jusqu'à 10 000 km2 lors de la saison des hautes eaux) et principal pourvoyeur en ressources halieutiques du pays. Tous les ans, l'inversion du courant d'eau entre Tonle Sap et Mekong donne lieu a des festivités et courses de pirogues: la fête des eaux ou "Bon Om Teuk" en khmer, 

### Climat

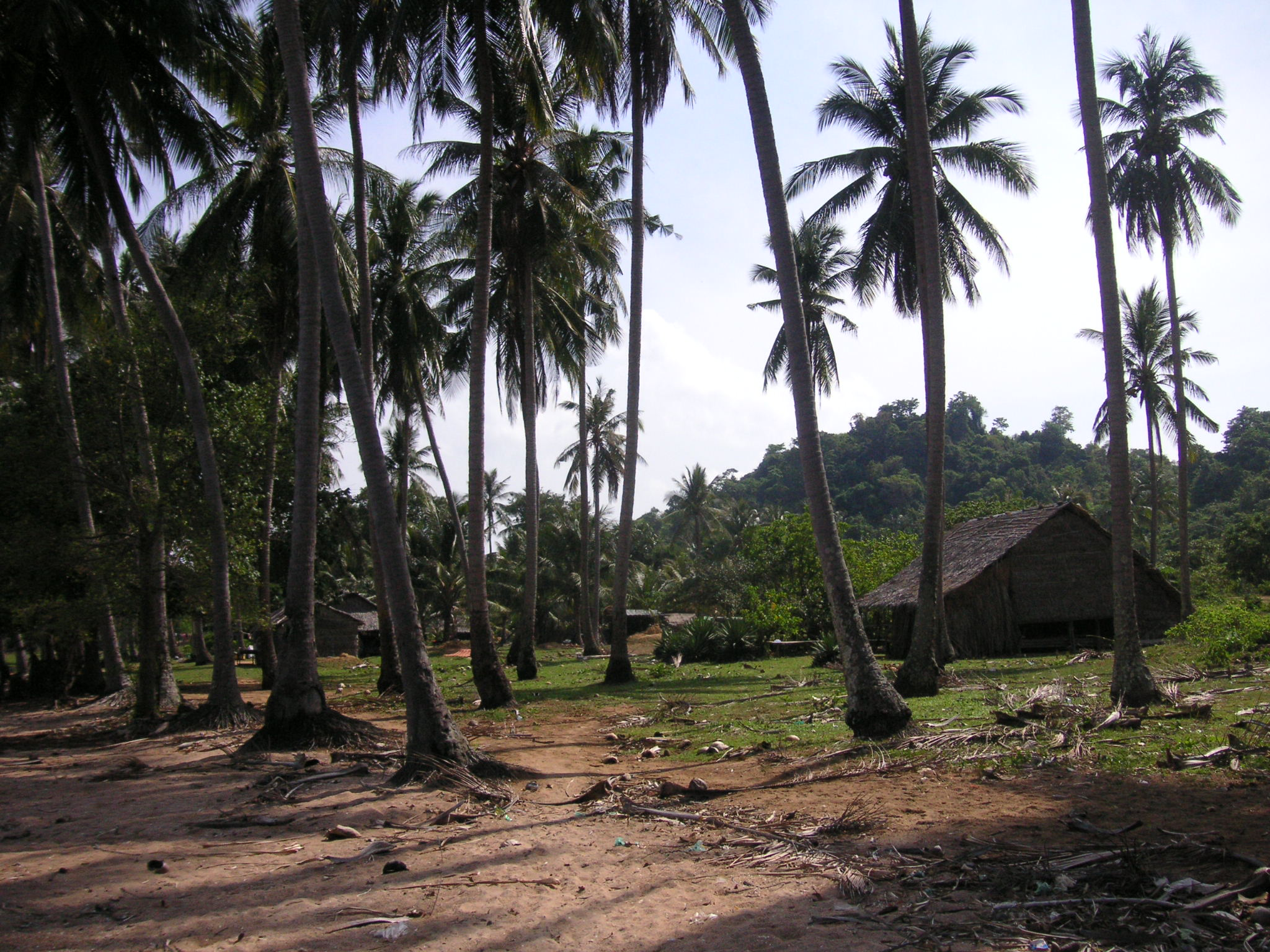
Le Cambodge des campagnes.

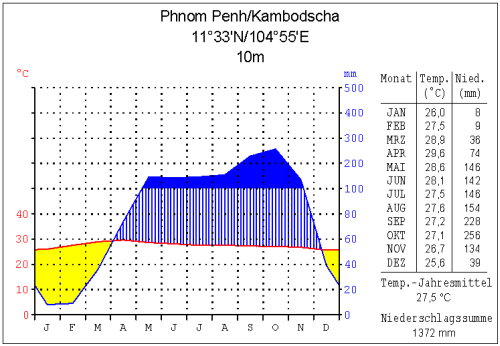
Le climat du Cambodge.

Le pays est situé en basse altitude, soit au niveau du fleuve ou encore plus bas, ce qui fait que la saison des pluies fait augmenter le niveau des lacs et du fleuve principal : le Mékong. Près de 80 % des précipitations reçues en une année tombent durant la saison des pluies. Les températures s'échelonnent entre 10 °C et 38 °C. Le Cambodge est sous l’influence d’un climat tropical à « saisons alternées ». Les pluies s’échelonnent de mai à novembre. La sécheresse, quant à elle, est presque absolue entre décembre et avril.
Le Cambodge est l'un des pays les plus vulnérables au changement climatique.

## Économie
En 1999, le revenu national brut (RNB) du Cambodge était de 10 milliards de dollars et le revenu par habitant de 820 dollars ; onze ans plus tard, en 2010, le RNB a presque triplé, à 29 milliards, et le revenu par tête plus que doublé, à 2 040 dollars.
Au cours de la décennie des années 2000, l'économie cambodgienne fut de loin la plus dynamique de l'Asie du Sud-Est avec un taux de croissance annuel moyen du PIB de 8 % entre 2000 et 2007 (avec des pics à 13 % en 2005 et 11 % en 2006). La crise financière de 2008 plongea l'économie cambodgienne dans une période de morosité dont le royaume a encore du mal à sortir. Centrée sur l'exportation, l'économie du pays souffre du ralentissement constaté chez ses principaux clients (aux États-Unis, en Allemagne, en France, en Chine). En 2009, l'économie cambodgienne entre en récession avec une contraction du PIB de 2,75 %. La croissance repart alors que la crise mondiale s'estompe et le PIB s'accroît de nouveau de 6,70 % en 2010, essentiellement grâce au fort développement du secteur touristique ainsi qu’à l'explosion des exportations de produits textiles. Néanmoins, malgré ces bons résultats économiques, le pays demeure dépendant de l'aide internationale laquelle représentait 10 % du PIB en 2009 (contre 33 % en 2001).

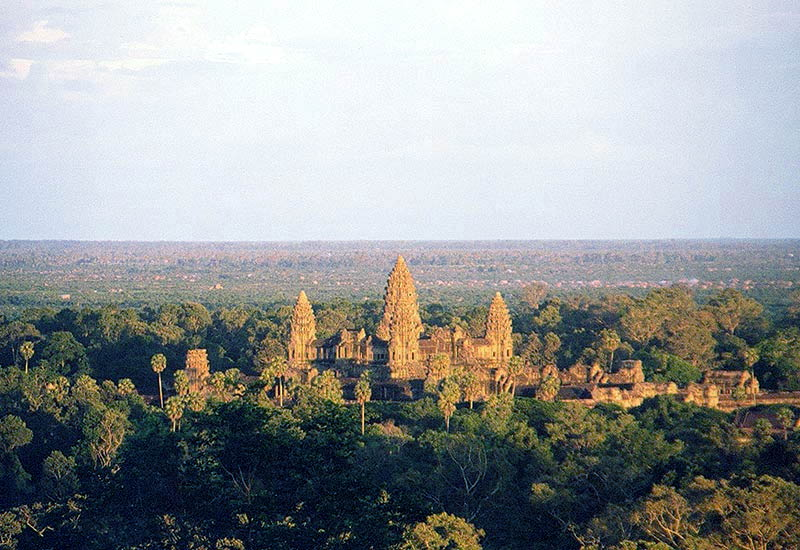
Le temple d'Angkor Vat, classé au patrimoine mondial, est la principale attraction touristique du pays.

Au niveau du secteur primaire, le Cambodge se spécialise principalement dans l'agriculture, l'exploitation forestière et l'exploitation minière. L'agriculture est un des plus importants secteurs d'activité, constituant 33,5 % du PIB en 2009 et employant 58 % des habitants. L'agriculture cambodgienne est principalement basée sur la culture du riz, du maïs et du tabac ainsi que sur la production de viandes, de poissons, de produits laitiers, de sucre et de farine. Du café est également produit dans les provinces de Mondolkiri et Ratanakiri.
Les ressources naturelles du Cambodge sont le bois, le caoutchouc, les pierres précieuses, le minerai de fer, le manganèse et le phosphate, le potentiel hydroélectrique du Mékong, des quantités inconnues de pétrole, le gaz, et de la bauxite.

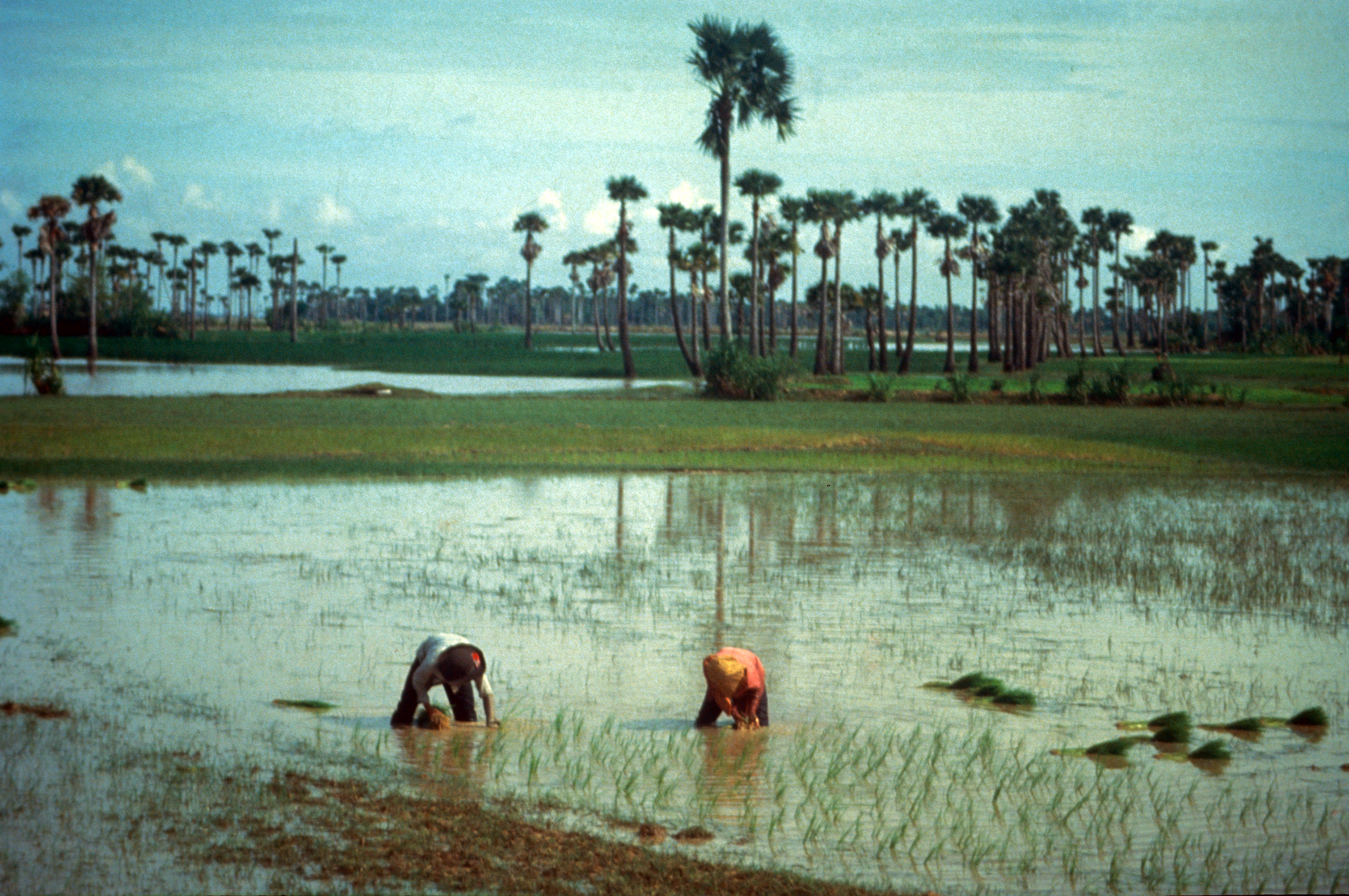
La culture du riz demeure la principale activité économique du royaume.

Pour le secteur secondaire, le Cambodge se concentre surtout sur les activités visant une modification plus ou moins raffinée des matières premières, par exemple l'industrie manufacturière et la construction. Ces activités représentent 21 % du PIB en 2009. L'industrie du textile est de loin la plus importante activité manufacturière du pays contribuant à elle seule à 16 % du PIB cambodgien et constituant 75 % des exportations du pays en valeur. La fabrication de chaussures, de cigarettes, de ciment et de papier ainsi que la transformation et le conditionnement du bois pour l'export constituent les autres principales activités industrielles du royaume.
Quant au secteur tertiaire (45,5 % du PIB, 2009), il regroupe les services, ce qui comprend les assurances, les banques, la santé, l'éducation, les services publics et le tourisme (2,5 millions de visiteurs en 2010). Le tourisme est l'activité économique en plus forte croissance du Cambodge. Le nombre de visiteurs a ainsi été multiplié par deux entre 2000 et 2010. En 2010, les touristes sud-coréens, japonais, chinois et vietnamiens étaient les visiteurs du royaume les plus nombreux. L'industrie touristique est la première source de devises du Cambodge et les fortes perspectives de croissance du secteur entraînent le développement de gigantesques projets à Siem Reap et Sihanoukville, les deux principales destinations touristiques du pays. Il y a, en raison de cette activité, un problème d'exploitation sexuelle des enfants qui cause la propagation du sida. [réf. souhaitée]
Le royaume de Thaïlande et le Viêt Nam sont les premiers pays fournisseurs du Cambodge en 2010 (25 % des importations en valeur pour le premier, 20 % pour le second). Les États-Unis demeurent le premier pays acheteur de produits cambodgiens à l'export (45 % des exportations en valeur), devant Singapour (9 %) et l'Allemagne (7 %). Le chômage est quasi inexistant dans le royaume et son taux est stable entre 3 et 3,5 % de la population active.
Les vagues de sécheresse et d'inondations poussent des dizaines de milliers de petits paysans, souvent très endettés, à venir chercher du travail dans les usines. Ces fabriques font travailler « une main-d'œuvre d'adultes et d'enfants », relèvent en octobre 2018 des chercheurs de l'Université de Londres, dénonçant « une forme d'esclavage moderne ». Selon l'association des droits de l'homme Licadho : « la très grande majorité des ouvriers sont emprisonnés dans la servitude pour dettes et au vu de ce qu'ils gagnent, les ouvriers sont souvent incapables de rembourser et leur dette grossit au fur et à mesure des années. » En outre, certains patrons sont violents avec leurs salariés. Certains, suffisamment riches pour corrompre la police et les autorités locales, n'ont pas à craindre de représailles judiciaires.
Au Cambodge, la durée hebdomadaire de travail légale est de 48 heures et le travail des enfants de moins de 15 ans est interdit. Cependant, du fait du manque de contrôle et de syndicats indépendants, les semaines de travail des ouvriers dépassent fréquemment les 60 heures par semaine et des enfants de moins de 15 ans sont amenés à travailler. Les grèves sont parfois sévèrement réprimées : en janvier 2019, 1 200 travailleurs du textile grévistes sont licenciés et en 2013, 415 ouvriers d’une usine sous-traitante de Nike avaient subi le même sort. Des responsables syndicaux sont aussi emprisonnés.

## Démographie
Le Cambodge compte 15 552 211 habitants, d'après le recensement de 2019. 0-14 ans : 31,4 % ; 15-64 ans : 64,6 % ; + 65 ans : 4 % (en 2015).
Les Khmers représenteraient l'ethnie majoritaire (85,4 %), loin devant les Viêt (7,4 %), les Chams (3,5 %), les Chinois (3,2 %), les Kui (0,2 %), Mnong ou Pnong (0,2 %), Tampuan (0,2 %), Laos (0,2 %), Jaraï (0,1 %), Kru’ng (0,1 %), Malais (0,1 %), Taï (0,1 %), Chong (0,1 %)…

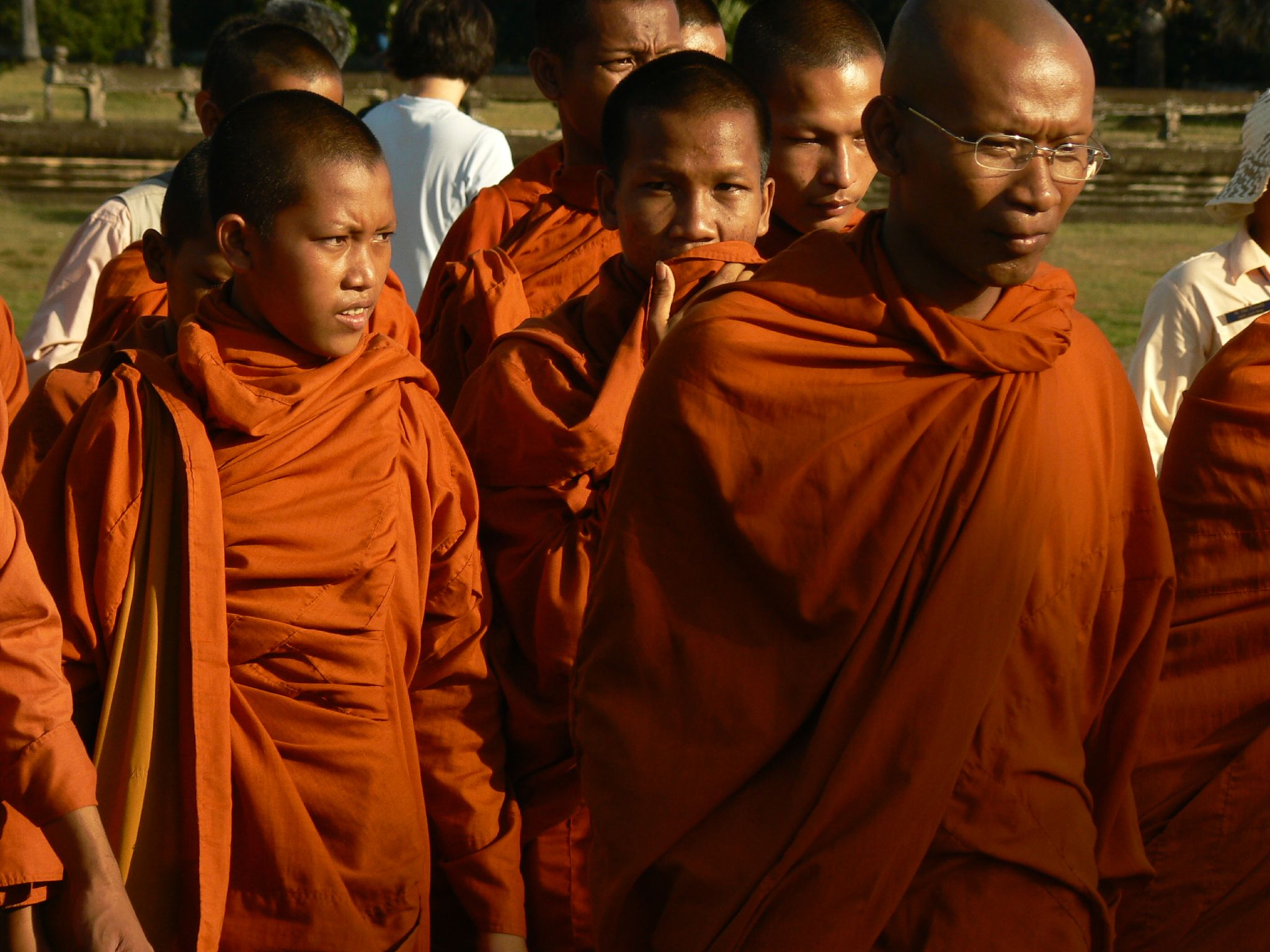
Le bouddhisme est religion d’État au Cambodge depuis 1989.

On estime qu'entre 1975 et 1979, la politique du régime des Khmers rouges aurait entraîné la disparition de près de 20 % de la population, soit 1,7 million de personnes.
Espérance de vie : 64,14 ans, en 2015.
Nombre d’enfants par femme : 2,6 en 2015.
En 2005, 26 % de la population était sous-alimentée.
En 2008, il y avait 0,227 médecin pour 1 000 habitants.
En 2008, 61 % de la population avait accès à l'eau courante (81 % en zone urbaine, 55 % en zone rurale).
6 % du PIB est investi dans la santé.
Mortalité des nourrissons (moins de un an) : 43 pour 1 000 naissances.
Mortalité des enfants de moins de cinq ans : 51 sur 1 000.
La mortalité infantile est due surtout aux maladies infectieuses et aux infections respiratoires.

### Langues
On compte une vingtaine de langues parlées au Cambodge. Elles appartiennent presque toutes à la branche môn-khmer de la famille des langues austroasiatiques. Deux langues sont austronésiennes : le cham et le jaraï, qui appartiennent à la branche malayo-polynésienne.
Avec 13 millions de locuteurs en 2008, le khmer est de loin la première langue maternelle du pays, parlée en tant que langue maternelle par 96 % de la population.

## Éducation
Le système scolaire cambodgien (primaire et secondaire), géré par le ministère de l’Éducation, de la Jeunesse et des Sports, est largement calqué sur le modèle français. Le cycle complet de formation générale, sanctionné par le baccalauréat, s’étend sur douze ans : six en école primaire, trois en collège, trois en lycée. La constitution de 1993 dans son chapitre VI (articles 65 à 68) précise que « l’État doit […] favoriser le droit du citoyen à une éducation […] et assurer gratuitement un enseignement public primaire et secondaire […] d’au moins 9 ans » ce qui équivaut au temps de la scolarité obligatoire.
Après près de trois décennies de vives tensions, de violences, de tragédies et d’instabilité politique, dévastatrices à tout point de vue, l’ensemble du système éducatif gravement affaibli est à rebâtir. Sa reconstruction n’interviendra véritablement qu’au milieu des années 1990 après les  accords de Paris (23 octobre 1991) grâce à l’aide internationale. S’inscrivant dans les grands programmes initiés par l'Organisation des Nations unies (« Éducation pour tous », « Objectifs du millénaire pour le développement », « Objectifs de développement durable »), précisée et déclinée en plans successifs périodiquement élaborés par le gouvernement cambodgien, la politique conduite a permis d’obtenir des résultats significatifs, inégalement répartis cependant. Si dans le cadre de l’enseignement primaire, les taux de scolarisation , de survie à la fin de la classe de 6e témoignent de progrès évidents, si la parité filles/garçons est globalement atteinte, en revanche, les performances de l’enseignement pré-primaire ainsi que celles de l’enseignement secondaire supérieur en termes d’effectifs scolarisés demeurent faibles ; de même, le nombre d’élèves par enseignant reste élevé en primaire alors que, dans le même temps, les dépenses consacrées à l’éducation se maintiennent toujours à un niveau très en dessous des moyennes mondiales .
Au cours de l’année scolaire 2016-2017, plus de 3,2 millions d’enfants et d’adolescents sont inscrits dans près de 13 000 établissements, encadrés par environ 100 000 enseignants.
Quant à l’enseignement supérieur, sa naissance se confond, à quelques années près, avec la fin du Protectorat. Son histoire, très mouvementée, est étroitement liée aux événements et errements politiques tragiques qui affectent le Cambodge au cours de la seconde moitié du XXe siècle. Depuis une vingtaine d’années maintenant, son développement quantitatif, largement porté par le secteur privé est manifeste : plus de 220 000 étudiants sont inscrits dans cent vingt quatre établissements en 2019. Aujourd’hui, dans un contexte politique incertain, deux défis majeurs sont plus particulièrement à relever : créer les conditions, pour les étudiants, d’une meilleure adéquation formation-emploi d’une part, améliorer la qualité de l’enseignement dispensé d’autre part.

## Transports
Les voies de communication terrestres sont souvent de mauvaise qualité. Le Code de la route n'est en général pas respecté. Il n'y a pas d'autoroute. La route qui relie la capitale à Sihanoukville est une concession privée à péage. [réf. nécessaire] [pourquoi ?] Des compagnies de bus permettent de relier les principales villes, ainsi que le Viet Nam et la Thaïlande. Deux lignes ferroviaires sont exploitées depuis Phnom Penh : une vers Sihanoukville dans le Sud et une vers Battambang et Poipet dans le Nord-Ouest du pays.
Il y a trois aéroports, dont deux permettent de relier les grandes villes du sud-est asiatique :
- Aéroport international de Phnom Penh ;
- Aéroport international de Siem Reap ;
- Aéroport international de Siem Reap - Angkor ;
- l'aéroport de Sihanoukville, situé 12 km à l'est de la ville, n'assure, au début de 2013, que trois vols réguliers hebdomadaires avec Siem Reap[70].

La gestion de ces trois aéroports est assurée par la société française Vinci.
Il existe deux petites compagnies aériennes cambodgiennes : Cambodia Angkor Air et TonleSap Airlines (en) (depuis 2011). La compagnie nationale Royal Air Cambodge a été fermée en 2001 par mesure d’économie.
On compte également 8 terrains d'aviation.
Sihanoukville est le seul port en eau profonde du pays. Y transitent chaque année 1 à 2 millions de tonnes de marchandises.

## Culture

### Langues

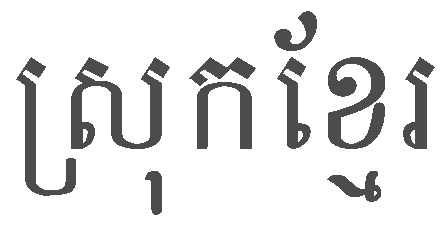
« Langue khmère » en khmer.

Le khmer (appelé parfois « cambodgien ») est la langue officielle, nettement majoritaire ; elle aurait 11,2 millions de locuteurs, soit 83,6 % de la population, selon des chiffres de 2012, loin devant le vietnamien (1 million de locuteurs), le cham (475 000 locuteurs) et le chinois (438 000 locuteurs).

#### Langues étrangères
Depuis la venue de l'APRONUC, au début des années 1990, l'anglais est devenu la langue commerciale. Il est parlé par plus de 650 000 Cambodgiens[réf. nécessaire], dont ceux des diasporas des États-Unis, du Canada, ou de l'Australie qui reviennent investir économiquement au pays, alors que certains d'entre eux ne parlent que l'anglais[réf. nécessaire]. De plus, l'anglais est largement utilisé dans l'administration, et les documents ou textes administratifs importants sont traduits en anglais. Il est aussi très présent dans les médias et la culture en général. L'anglais est aussi utilisé pour les relations avec l'APEC[Quoi ?], en plus de l'ASEAN. [réf. souhaitée]
Depuis l’ouverture du pays au monde extérieur [Quand ?] [réf. souhaitée], les Cambodgiens apprennent aussi de plus en plus à parler le thaï (ou thaïlandais) : les échanges commerciaux, surtout dans l'agro-alimentaire, sont de plus en plus importants, et de 50 000 à 100 000 Cambodgiens utilisent ou savent parler le thaï, surtout près de la frontière et à Phnom-Penh[réf. nécessaire].
Le chinois est aussi présent, sous deux formes dialectales : le hakka, qui est dominant, et le mandarin. Il n'y a pas de statistiques fiables à propos des langues chinoises. Souvent, les membres de la communauté chinoise sont bilingues, et parlent le khmer, ou le vietnamien, en seconde langue.[réf. nécessaire]
Le français est encore parlé par environ 5 000 personnes, souvent âgées, qui ont connu l'époque coloniale, ou sont rescapées de l'époque khmère rouge[réf. nécessaire] (dont les locuteurs dits partiels, ou qui ne savent que quelques mots de français). Au Cambodge, le français souffre de son isolement, car les jeunes Cambodgiens qui partent à l'étranger misent plus sur les pays anglophones comme les États-Unis, le Canada (ces deux derniers pourtant également francophones), l'Australie ou la Nouvelle-Zélande[réf. souhaitée]. De plus, l'anglais est très répandu à Singapour, en Malaisie, et en Thaïlande, et surtout au Viêt Nam et aux Philippines. Le français continue cependant à être enseigné, même s'il n'est plus utilisé dans l'administration, depuis 2002[réf. souhaitée]. {{Référence nécessaire}}. Avant 2003, les timbres Cambodgiens avaient une double légende en Khmer et Français, mais depuis 2003, ils le sont en Khmer et Anglais. On trouve des groupes importants de francophones à Phnom-Penh, et à Battambang. Le roi Sihamoni parle couramment la langue. Le pays est membre de la Francophonie. La littérature française traitant du Cambodge est foisonnante. Selon l'Organisation Internationale de la Francophonie, il y aurait 406 000 locuteurs francophones dans le pays en 2010. Cependant, ce chiffre serait peu probable, certainement sur-évalué pour recevoir des aides européennes, ou d'autres aides au développement. Dans les faits, un voyageur Francophone qui arrive au Cambodge se rend rapidement compte qu'il est difficile de trouver un Cambodgien qui parle une langue étrangère, et quand il en trouve un, c'est presque toujours un Cambodgien éduqué, qui parle souvent très couramment l'Anglais, et s'il sort de Phnom Penh, il lui sera encore plus difficile de trouver un interlocuteur francophone. En 1973, avant l'arrivée des Khmers Rouges, il y avait entre 50 000 et 70 000 Francophones au Cambodge, un chiffre très important à l'époque, et en 1985, ils n'étaient plus qu'environ 15 000 : pendant le régime Khmer Rouge (entre 1975 et 1979), savoir parler Français, ou une autre langue étrangère pouvait entraîner vers la mort, de nombreux Cambodgiens Francophones furent assassinés, et d'autres s'exilèrent.
De 1979 à 1989, au temps de la république populaire du Kampuchéa, le vietnamien aurait été la seconde langue administrative. À cette époque, les langues de certains pays du pacte de Varsovie étaient mises en valeur, notamment le russe, l'allemand (1 500 locuteurs en 1993[réf. nécessaire]), et même le roumain, mais il n'y a aucune statistique sur le nombre de leurs locuteurs aujourd'hui. Le roi actuel Norodom Sihamoni parle, outre le français, l'anglais et le tchèque, tout comme une partie de la famille royale réfugiée un temps à Prague[réf. souhaitée].
Le taux d'alphabétisation des personnes de plus de 15 ans poursuit lentement sa progression. Évalué à 67,5 % en 1988, il passe à 81 % en 2015 pour atteindre en 2022, 87,8 %. Son évolution positive est liée, notamment, à l'augmentation régulière de la scolarisation des jeunes cambodgiens depuis plusieurs décennies, quels que soient les cycles retenus et ce, malgré un financement du système éducatif demeurant inférieur à la moyenne mondiale.

Les principales fêtes sont Chaul Chnam, Pchum ben, Kathen ou Kathina, Om Touk ou Chrat Preah Nongkal[réf. souhaitée].

### Sports
Les sports les plus populaires sont le football, le volley-ball, la boxe khmère et le dacau.

### Cuisine
Le riz et la noix de coco sont des aliments fondamentaux considérés comme une cuisine équilibrée et saine préparée essentiellement avec des ingrédients frais. La sapèque d'or, l'amok, le prahok, le loc lac, le poulet au curry, les nouilles de riz ainsi que d'autres, sont des mets du Cambodge.

### Costumes traditionnels
Les costumes traditionnels sont maintenant portés pour les fêtes et les cérémonies. On s'habille dans la couleur du jour ou toutes ses nuances : lundi → orange, mardi → violet, mercredi → vert, jeudi → gris-blanc, vendredi → bleu, samedi → noir, dimanche → rouge[réf. nécessaire].

### Cinéma
Le Harcèlement du gibbon, Les larmes au cœur de la montagne, ... Ces phrases poétiques sont les titres de succès du cinéma cambodgien. De son âge d'or même, des années 1960 au milieu des années 1970. Tous ces films ont été détruits par les Khmers rouges à leur arrivée au pouvoir en 1975. Sur 400 longs métrages, une trentaine a pu être sauvée.
Le réalisateur français Pierre Schoendoerffer a tourné au Cambodge, en 1965, La 317e Section. La ville de Kratie est évoquée dans les séquences finales.
Jean-Jacques Annaud a tourné au Cambodge certaines scènes du film Deux Frères.
Le réalisateur Rithy Panh est le plus connu des metteurs en scène cambodgiens.
Le réalisateur Wong Kar-wai y tourne la fin du célèbre long-métrage In the Mood for Love.
Les vestiges du Bokor Palace ont servi de cadre à la scène finale du film City of Ghosts, réalisé par Matt Dillon en 2002, ainsi qu'à la majeure partie de l'action du film sud-coréen de 2004 R-Point.

#### Liste des films tournés au Cambodge
- L'Oiseau de paradis (1962)
- La 317e Section (1965) : réalisé par Pierre Schoendoerffer
- Lord Jim (1965)
- Les Gens de la rizière (1994) : réalisé par Rithy Panh
- In the Mood for Love (2000) : réalisé par Wong Kar-wai
- City of Ghosts (2002) : réalisé par Matt Dillon
- R-Point (2004)
- Holy Lola (2004) : réalisé par Bertrand Tavernier
- Deux Frères (2004) : réalisé par Jean-Jacques Annaud
- Un barrage contre le Pacifique (2008) : réalisé par Rithy Panh
- A River Changes Course (2012)
- Soldat blanc (2014) : réalisé par Érick Zonca
- Diamond Island (2016) : réalisé par Davy Chou
- Le Chemin (film) (2017) : réalisé par Jeanne Labrune
- D'abord, ils ont tué mon père (film) (2017) : réalisé par Angelina Jolie

### Artiste
- Bonny B. artiste de blues vivant en Suisse.

## Religions
| Religion         | Pourcentage | Population |
| ---------------- | ----------- | ---------- |
| Bouddhisme       | 96,93       | 12 984 523 |
| Islam            | 1,92        | 257 022    |
| Autres religions | 0,78        | 104 081    |
| Christianisme    | 0,37        | 50 056     |
| Total            | 100,00      | 13 395 682 |

Une forte majorité de Cambodgiens (plus de 95 %) sont adeptes du bouddhisme theravāda, par ailleurs religion d’État. Le terme figure d’ailleurs au second rang dans la devise du royaume du Cambodge actuel (Nation Religion Roi). Cette majorité bouddhiste coexiste avec une petite communauté musulmane (moins de 2 %), essentiellement implantée parmi l’ethnie Cham, quelques chrétiens et des minorités montagnardes (Khmers Loeu) qui ont conservé l’animisme, en vigueur dans toute la région avant l’apparition de l’hindouisme.
Toutefois, malgré cette hégémonie du bouddhisme, la liberté de culte prônée par la constitution du Cambodge parait respectée et aucune confession ne semble faire l’objet de persécution religieuse.